# Sumatra

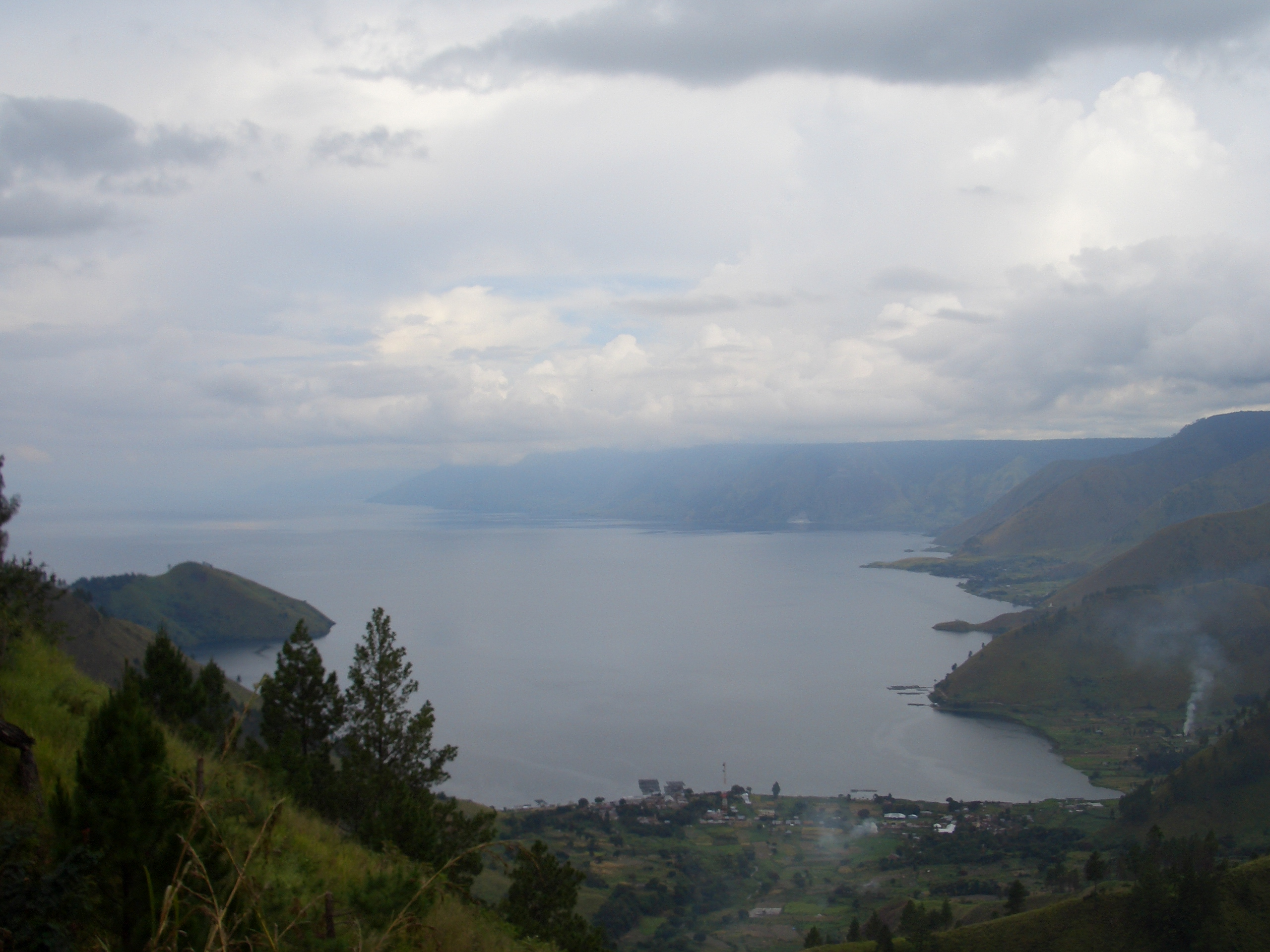
Het Tobameer

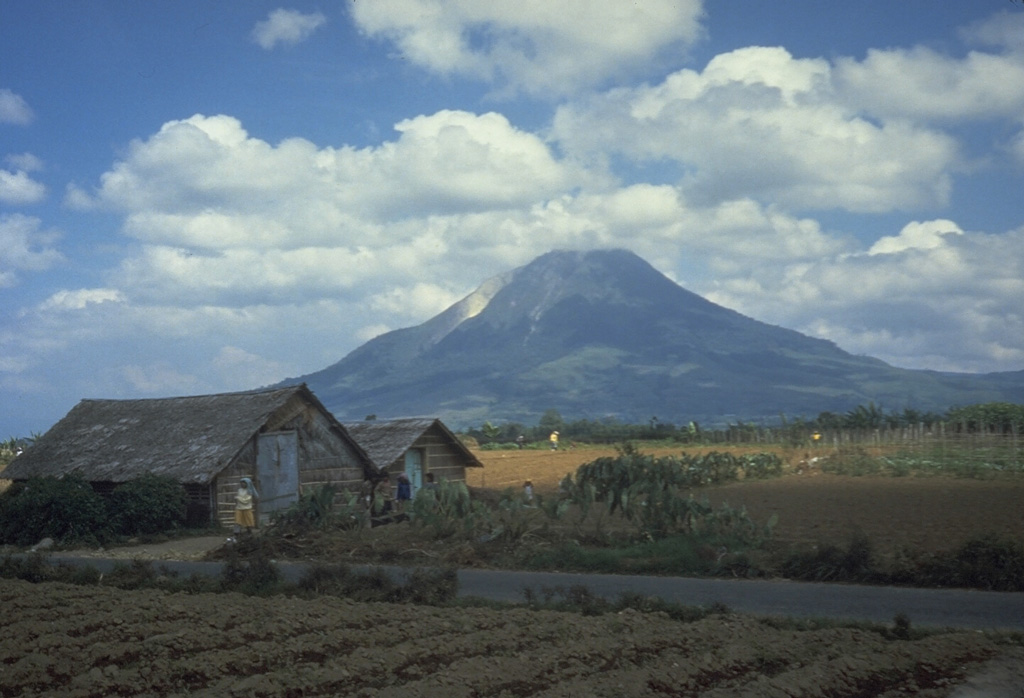
De vulkaan Sinabung in het noorden van Sumatra

Sumatra (of Sumatera) is het op vijf na grootste eiland van de wereld (ongeveer 470.000 km²) en behoort tot Indonesië.

## Geschiedenis
Een oude naam voor Sumatra was "Swarna Dwipa" (Sanskriet voor "Eiland van Goud"), waarschijnlijk door de zeer vroege export van goud uit de mijnen van de Sumatraanse hooglanden.
Door de ligging aan de Indiaas-Chinese handelsroutes ontstonden vooral aan de oostkust verschillende handelssteden. Hierdoor werden ook invloeden van Indiase religies meegebracht naar Sumatra. Het bekendste voorbeeld is Srivijaya, een boeddhistische monarchie met het huidige Palembang als centrum. Door handel en veroveringen domineerde dit koninkrijk de regio in de 7e-9e eeuw en werd de verspreiding van de Maleise cultuur op Sumatra, het Maleise Schiereiland en West-Borneo (Kalimantan) bevorderd. De invloed van het koninkrijk strekte zich echter niet veel verder uit dan de kustgebieden.
De invloed van het Srivijaya-koninkrijk nam af in de 11e eeuw. Het eiland werd herhaaldelijk binnengevallen vanuit Java, door Javaanse koninkrijken: eerst Singasari en later Majapahit. Tijdens deze periode deed ook de islam zijn intrede, die werd verspreid door contacten met Arabische en Indiase handelaren.
In de late 13e eeuw bekeerde de heerser van het Samudra-koninkrijk (nu Atjeh, de noordelijke provincie van Sumatra, in de Indonesische spelling "Aceh") zich tot de islam. De naam "Samudra" werd door Ibn Battuta uitgesproken als "Sumatra", vandaar de naam van het eiland. Samudra werd opgevolgd door het machtige Sultanaat Atjeh. Met de komst van de Nederlanders werden de vele Sumatraanse prinsdommen geleidelijk onder Nederlands gezag ondergebracht. Atjeh was het belangrijkste obstakel, gezien de lange en dure Atjeh-oorlog (1870-1905). In het begin van de twintigste eeuw werd Atjeh aan het Nederlandse gezag onderworpen. Tot 1914 werden nog militaire campagnes uitgevoerd en ook daarna bleef het onrustig in Atjeh.
In 1945/1949 werd Sumatra onderdeel van de Republiek Indonesië. De nationalisten van Atjeh erkenden de soevereiniteit van Djakarta echter niet. De lont ging in het kruitvat toen president Soekarno in 1953 besloot Atjeh bestuurlijk samen te voegen met Noord-Sumatra. Een opstand liep uit op een guerrilla-oorlog, die duurde totdat Atjeh in 1959 weer een speciale status kreeg.
Sumatra, en vooral Atjeh, werden extreem zwaar getroffen door de tsunami van 26 december 2004. Nieuwe aardbevingen (op 19 november 2005, 5 maart 2010 en 11 januari 2012) hadden veel minder ernstige gevolgen.

## Demografie

### Bevolking

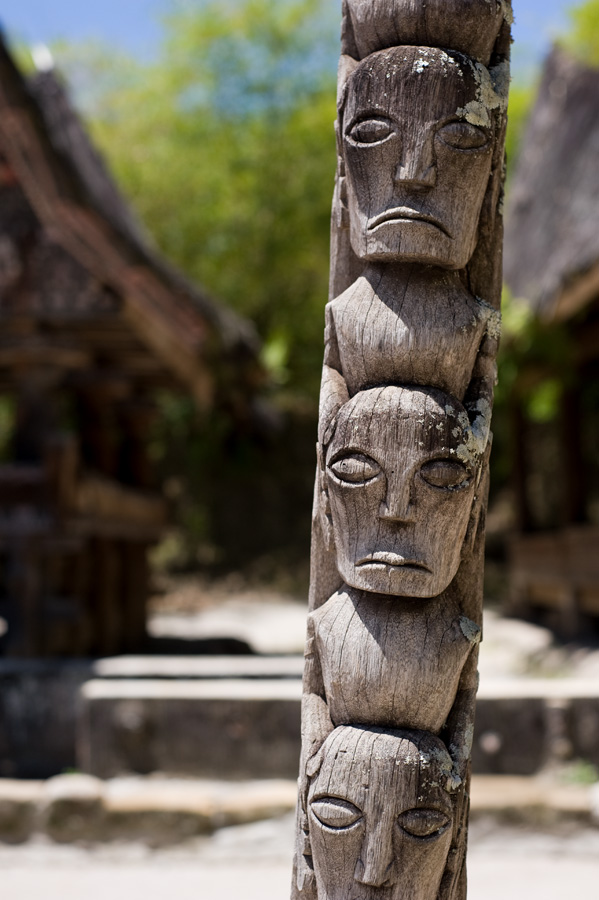
Totem van de Batak

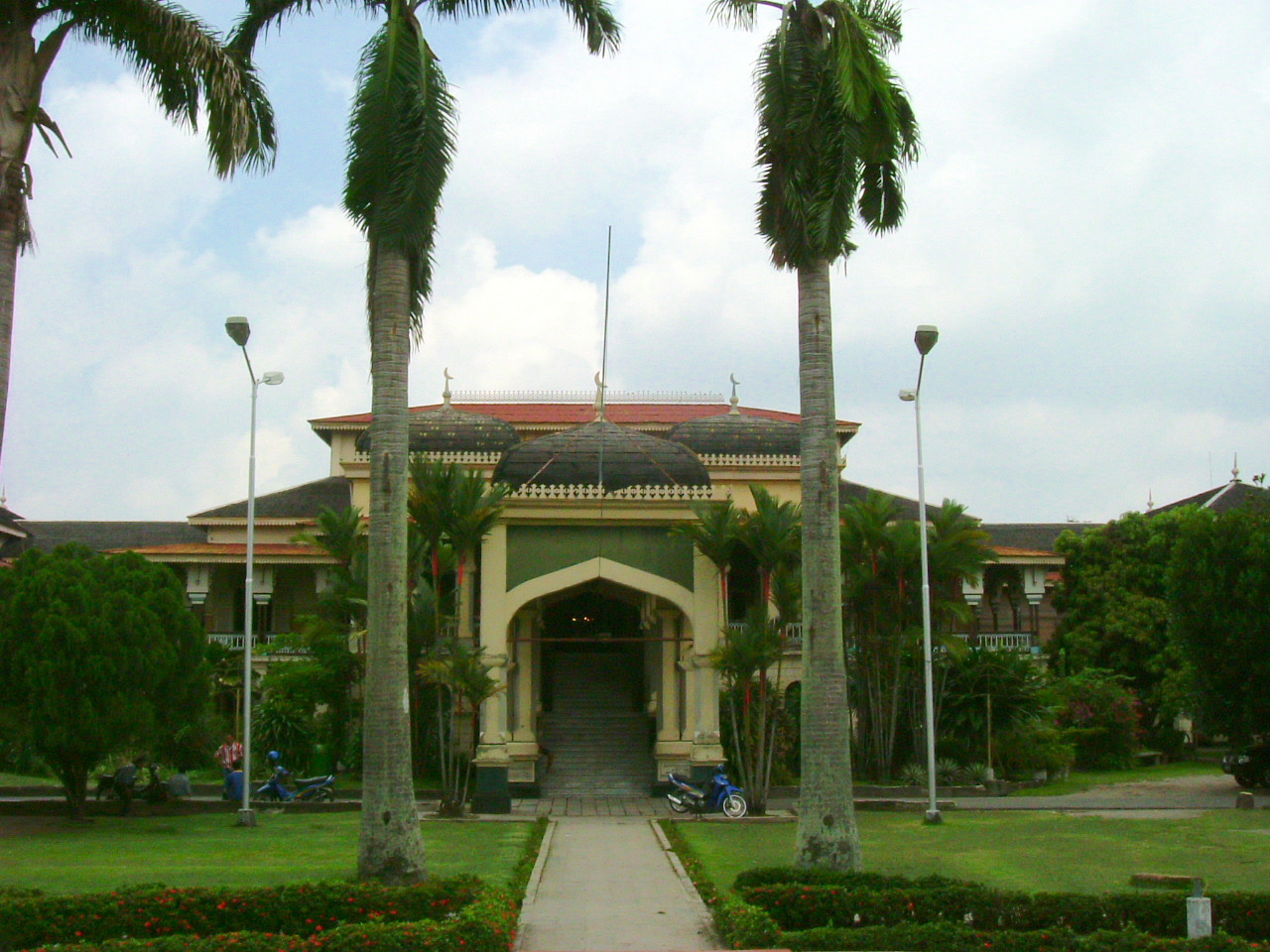
Maimoon-paleis in Medan

De dichtstbevolkte regio's zijn het grootste deel van Noord-Sumatra en de centrale hooglanden van West-Sumatra. De grootste stedelijke centra zijn Medan en Palembang.
De westkust van Sumatra wordt vooral bewoond door de Minangkabau. De hooglanden in Noord-Sumatra worden bewoond door de Batak, een aantal aan elkaar verwante volkeren met elk hun eigen taal. De bekendste groep is de Toba Batak. Aan de meest noordelijke kust wonen de Atjehers. In de stedelijke centra vindt men ook minderheden van etnische Chinezen.
De meerderheid van de Sumatranen is moslim. De Batak zijn over het algemeen protestantse christenen, vooral door Nederlandse en Duitse invloed. Een minderheid van de bevolking is hindoe, boeddhist of katholiek.

### Taal
De bevolking spreekt grotendeels Maleis, bestaande uit vele verschillende groepen, met ongeveer 52 verschillende talen. Veel van de groepen delen inmiddels echter bepaalde tradities en de talen zijn sterk aan elkaar verwant (alhoewel meestal niet onderling verstaanbaar).
Maleissprekende volkeren domineren de oostkust van Sumatra, terwijl de westkust vooral gedomineerd wordt door volken met aan het Maleis verwante talen, als Lampung en Minangkabaus.

## Geografie
De langste as van het eiland loopt ruwweg van het noordwesten naar het zuidoosten en kruist de equator (de evenaar) ongeveer in het midden. De binnenlanden van het eiland worden gedomineerd door twee geografische regio's: het Barisangebergte in het westen en moerasvlakten in het oosten. Het eiland vormt onderdeel van de Soendaboog, een 6000 kilometer lange eilandenketen vanaf de Andamanen tot de Molukken.
Ten zuidoosten van Sumatra ligt, gescheiden door de Straat Soenda, het eiland Java. Ten noorden ligt het schiereiland Malakka, gescheiden van Sumatra door de Straat Malakka. Ten oosten ligt Kalimantan (het Indonesische deel van Borneo), aan de overkant van de Straat Karimata. Ten westen ligt de Indische Oceaan. Voor de westkust stroomt de Zuid-Javastroom.
Het Barisan-gebergte vormt de ruggengraat van het eiland. Deze regio dankt haar vruchtbare bodem en prachtige natuur aan de vulkanische activiteit, bijvoorbeeld rond het Tobameer, een groot kratermeer in de provincie Noord-Sumatra. Er kan tevens goud en steenkool gevonden worden.
Naar het oosten voeren grote rivieren afzettingen van de bergen mee, en vormen zo de moerasgebieden in het laagland. Ondanks de geringe vruchtbaarheid van het land is het gebied van grote economische waarde voor Indonesië door olie van "boven en onder de grond", namelijk palmolie en aardolie.
Sumatra was vroeger voor het grootste gedeelte tropisch regenwoud. Er kwamen onder andere orang oetans, tapirs en Sumatraanse tijgers voor, en enkele unieke plantensoorten als de rafflesia. Economische belangen samen met corruptie en illegale houtkap bedreigen het regenwoud ernstig. Ook beschermde gebieden zijn niet helemaal veilig.

## Bestuurlijke indeling
De provincies van Sumatra (en enkele kleine eilanden) zijn:
- Atjeh - hoofdstad: Banda Atjeh
- Banka-Billiton - hoofdstad: Pangkal Pinang
- Bengkulu - hoofdstad: Bengkulu
- Jambi - hoofdstad: Jambi
- Lampung - hoofdstad Bandar Lampung
- Riau - hoofdstad: Pekanbaru
- de Riau-archipel (Kepulauan Riau) - hoofdstad: Tanjung Pinang
- West-Sumatra (Sumatra Barat) - hoofdstad: Padang
- Zuid-Sumatra (Sumatra Selatan) - hoofdstad: Palembang
- Noord-Sumatra (Sumatra Utara) - hoofdstad: Medan

## Bezienswaardigheden
- Tobameer

## Plaatsen
- Medan
- Bukittinggi
- Padang
- Palembang
- Banda Atjeh
- Lhokseumawe

## Flora en fauna
- Rafflesia
- Sumatraanse orang-oetan
- Sumatraanse olifant
- Sumatraanse neushoorn
- Sumatraanse tijger